# Mirco Gualdi
Mirco Gualdi (Alzano Lombardo, Província de Bèrgam, 7 de juliol de 1968) va ser un ciclista italià, que fou professional entre 1993 i el 2000. Del seu palmarès destaquen la victòria d'etapa al Giro d'Itàlia. Quan era amateur va guanyar la medalla d'or al Campionat del Món en ruta. Va participar als Jocs Olímpics d'Estiu de 1992.

## Palmarès
- 1990
  -  Campió del món en ruta amateur
  - 1r al Trofeu Alcide De Gasperi
  - 1r al Gran Premi Indústria i Comerç de San Vendemiano
- 1991
  - 1r al Gran Premi de la indústria i el comerç artesanal de Carnago
- 1992
  - 1r al Gran Premi Indústria i Comerç de San Vendemiano
- 1993
  - Vencedor d'una etapa a la Volta a Polònia
- 1997
  - Vencedor d'una etapa al Giro d'Itàlia
  - Vencedor d'una etapa a la Ruta Mèxic

### Resultats al Giro d'Itàlia
- 1994. Abandona (14a etapa)
- 1997. 62è de la classificació general. Vencedor d'una etapa
- 1998. 66è de la classificació general
- 1999. Abandona (2a etapa)
- 2000. 40è de la classificació general

### Resultats al Tour de França
- 1996. 43è de la classificació general
- 1997. Abandona (9a etapa)

### Resultats a la Volta a Espanya
- 1993. Abandona (16a etapa)
- 1995. Abandona (16a etapa)
- 1998. 21è de la classificació general